# Goldene Himbeere 2020
Die Goldene Himbeere 2020 (englisch 40th Golden Raspberry Awards) zeichnete die schlechtesten Leistungen des Filmjahres 2019 aus, basierend auf den Stimmen der Mitglieder der Golden Raspberry Foundation.
Anders als in den Vorjahren wurde ein eigener Zeitplan (abweichend von der Oscarverleihung) aufgestellt. Bis zum 2. Februar konnten Filme nominiert werden.
Die Nominierungen wurden am 8. Februar 2020 bekanntgegeben. Die Goldene Himbeere sollte ursprünglich am 14. März verliehen und erstmals live im Fernsehen übertragen werden. Die Verleihung wurde aufgrund der COVID-19-Pandemie abgesagt. Die Preisträger wurden am 16. März auf YouTube bekanntgegeben.

## Preisträger und Nominierte
Es folgt die komplette Liste der Preisträger.
| Kategorien | Nominierte |
| --- | ---------- |
| Schlechtester Film |            |
| Cats (Universal) |            |
| The Fanatic (Quiver) |            |
| The Haunting of Sharon Tate (Saban) |            |
| A Madea Family Funeral (Lionsgate) |            |
| Rambo: Last Blood (Lionsgate) |            |
| Schlechtester Schauspieler |            |
| John Travolta in The Fanatic als Moose und in Burning Speed - Sieg um jeden Preis als Sam Munroe                                                                                             |            |
| James Franco in Zeroville als Vikar |            |
| David Harbour in Hellboy – Call of Darkness als Hellboy |            |
| Matthew McConaughey in Im Netz der Versuchung als Baker Dill |            |
| Sylvester Stallone in Rambo: Last Blood als John J. Rambo |            |
| Schlechteste Schauspielerin |            |
| Hilary Duff in The Haunting of Sharon Tate als Sharon Tate |            |
| Anne Hathaway in Glam Girls – Hinreißend verdorben als Josephine Chesterfield und in Im Netz der Versuchung als Karen Zariakas                                                               |            |
| Francesca Hayward in Cats als Victoria |            |
| Tyler Perry in A Madea Family Funeral als Madea |            |
| Rebel Wilson in Glam Girls – Hinreißend verdorben als Penny Rust |            |
| Schlechtester Nebendarsteller |            |
| James Corden in Cats als Bustopher Jones |            |
| Tyler Perry in A Madea Family Funeral als Joe |            |
| Tyler Perry in A Madea Family Funeral als Onkel Heathrow |            |
| Seth Rogen in Zeroville als Viking Man |            |
| Bruce Willis in Glass als David Dunn |            |
| Schlechteste Nebendarstellerin |            |
| Rebel Wilson in Cats als Jenny Fleckenreich |            |
| Jessica Chastain in X-Men: Dark Phoenix als Vuk |            |
| Cassi Davis in A Madea Family Funeral als Betty Ann Murphy |            |
| Judi Dench in Cats als Alt Deuteronimus |            |
| Fenessa Pineda in Rambo: Last Blood als Gizelle |            |
| Schlechteste Filmpaarung |            |
| Zwei beliebige halb katzenartige / halb menschliche Haarbälle in Cats |            |
| Jason Derulo und seine CGI-kastrierte „Ausbeulung“ in Cats |            |
| Tyler Perry und Tyler Perry (oder Tyler Perry) in A Madea Family Funeral |            |
| Sylvester Stallone und seine ohnmächtige Wut in Rambo: Last Blood |            |
| John Travolta und jedes Drehbuch, das er annimmt |            |
| Schlechteste Neuverfilmung oder Fortsetzung |            |
| Rambo: Last Blood (Lionsgate) |            |
| X-Men: Dark Phoenix (20th Century Fox) |            |
| Godzilla II: King of the Monsters (Warner Bros.) |            |
| Hellboy – Call of Darkness (Lionsgate) |            |
| A Madea Family Funeral (Lionsgate) |            |
| Schlechteste Regie |            |
| Tom Hooper für Cats |            |
| Fred Durst für The Fanatic |            |
| James Franco für Zeroville |            |
| Adrian Grünberg für Rambo: Last Blood |            |
| Neil Marshall für Hellboy – Call of Darkness |            |
| Schlechtestes Drehbuch |            |
| Cats (Drehbuch von Lee Hall und Tom Hooper; basierend auf dem gleichnamigen Musical von Andrew Lloyd Webber, welches auf der Gedichtsammlung Old Possums Katzenbuch von T. S. Eliot basiert) |            |
| The Haunting of Sharon Tate (Drehbuch von Daniel Farrands) |            |
| Hellboy – Call of Darkness (Drehbuch von Andrew Cosby; basierend auf der Comicfigur Hellboy von Mike Mignola)                                                                                |            |
| A Madea Family Funeral (Drehbuch von Tyler Perry) |            |
| Rambo: Last Blood (Drehbuch von Matthew Cirulnick und Sylvester Stallone; basierend auf der Figur John Rambo von David Morrell)                                                              |            |
| The Razzie Redeemer Award |            |
| Eddie Murphy für Dolemite Is My Name |            |
| Jennifer Lopez für Hustlers |            |
| Keanu Reeves für John Wick: Kapitel 3 und A Toy Story: Alles hört auf kein Kommando |            |
| Adam Sandler für Der schwarze Diamant |            |
| Will Smith für Aladdin |            |
| Schlechteste rücksichtslose Missachtung von Menschenleben und Gemeingut Neue Kategorie für 2019                                                                                              |            |
| Rambo: Last Blood |            |
| Dragged Across Concrete |            |
| The Haunting of Sharon Tate |            |
| Hellboy – Call of Darkness |            |
| Joker |            |